# محوطه دره گرگ
محوطه دره گرگ مربوط به عصر آهن است و در شهرستان پل‌دختر، بخش مرکزی، دهستان جایدر ۲/۸ کیلومتری جنوب روستای میدان بزرگ واقع شده و این اثر در تاریخ ۲۸ اسفند ۱۳۸۵ با شمارهٔ ثبت ۱۸۴۷۴ به‌عنوان یکی از آثار ملی ایران به ثبت رسیده است.